# روس غيلر
روس غيلر (بالإنجليزية: Ross Geller)‏ شخصية خيالية. هو أحد الشخصيات الأساسية في المسلسل الأمريكي فريندز (1994-2004م) وقام بأداء دوره الممثل ديفيد شويمر. تعمل شخصية روس غيلر كعالم أحياء قديمة في متحف نيويورك لما قبل التاريخ (الموسم 1-6)، وهو بروفيسور أكاديمي في جامعة نيويورك بدراسة حفريات الديناصورات (الموسم 6-10)، كان واقعا في حب رايتشل غرين منذ المرحلة الثانوية.

## المظهر
روس عالم حفريات وحاصل على درجة دكتوراه من جامعة كولومبيا. تُعد مشاعره العاطفية تجاه ريتشل غرين، التي بدأت كهوسٍ في المدرسة الثانوية، موضوعًا مستمرًا لقوس سرده. وبالمثل، انفصالهما وعودتهما المتكرران في علاقتهما الغرامية موضوع يكاد يكون ثابتًا في فريندز.
وُلد في يوم 12 مايو من عام 1967 (رغم أنه يدعي في أحد الحلقات أن عيد ميلاده في ديسمبر، وفي الحلقة الرابعة من الموسم الأول يقول إن اليوم 20 أكتوبر وعيد ميلاده كان من سبعة أشهر؛ وفي الحلقة الثانية من الموسم التاسع، يصرح بأن عيد ميلاده يوم 18 أكتوبر)، وترعرع في لونغ آيلاند، وهو الأخ الأكبر لمونيكا غيلر. روس ومونيكا يهوديان ويعتبران نفسيهما يهوديّي الثقافة على الأقل، إذ كان روس يلعب دورًا أكثر نشاطًا في رغبته بتعليم ابنه «بن» عن الإيمان. يحصل روس على الطلاق ويكون عازبًا حديثًا في أول حلقات المسلسل وذلك لأن زوجته، كارول، قد أدركت انها مثلية الجنس. لاحقًا في المسلسل، يواعد ريتشل غرين، لكنهما ينفصلان. بعد انتهاء علاقته مع ريتشل، يتزوج روس من إميلي والثام، ابنة أخت رب عمل ريتشل. لا يستمر الزواج طويلًا. في الموسم الخامس، يثمل روس وريتشل ويتزوجان في لاس فيغاس، وينتهي هذا الزواج بالطلاق أيضًا. على امتداد المسلسل كله، يتطلق روس ثلاث مرات.
أحد المواضيع المستمرة لقوس روس السردي هو تنافسه مع أخته الصغرى، ويتجلى ذلك في المصارعة وجنون الارتياب. عندما كانا طفلين، كانا يشاركان في مباراة كرة قدم أميركية جائزتها كأس غيلر كل عيد شكر. انتهى هذا التقليد في السنة السادسة، بعد أن كسرت مونيكا «مصادفة» أنف روس. ابتكر الأشقاء رقصة في المدرسة الابتدائية تُسمى «الروتين»، وقاما بأدائها بعد بلوغهما في حفلة رأس السنة الصارخة لِديك كلارك في بث مباشر لليلة رأس السنة على التلفاز.
عندما كانا طفلين، كانت مونيكا تكره روس لأنه كان ينجو بفعلته دائمًا، وكانت تشعر أن والديهما يحبانه أكثر منها لأنه ابنهما الأول. مع ذلك، وبمرور الوقت ونضوجهما، أصبحت شخصية روس تعجبها فعليًا وأحبته بعيدًا عن الحب النابع من إحساس الالتزام العائلي. أصبحا مقرّبين بعد بلوغهما، رغم أن التنافس بينهما بقي واضحًا كما يُرى في «حلقة كرة القدم» في الموسم الثالث.
غالبًا ما يتعارض روس مع فيبي بوفيه. تقود عقلانيته وغرابة فيبي إلى خلاف حول التطور، والجاذبية، وما إذا كانت روح والدة فيبي قد تقمصت قطة. كُشف أيضًا أن فيبي سرقت روس في إحدى المرات (سرقت منه نسخة من الكتاب الهزلي صبي العلم الذي ابتكره) عندما كانا مراهقَين.

## العلاقات
بعد طلاقه من زوجته كارول، دخل روس في علاقات عديدة أهمها علاقته مع راشيل التي مرت بمراحل مختلفة، ومن بين الشخصيات الأخرى التي دخل روس في علاقات معها:
- جولي (لورين توم): زميلة قديمة لروس في الدراسات العليا . ظهرت لأول مرة في المشهد الأخير من الموسم الأول، عادت مع روس من رحلة لدراسة الحفريات في الصين . بدأوا المواعدة في الموسم الثاني لكنهم انفصلوا بعد أن اكتشف روس مشاعر راشيل تجاهه.
- بوني (كريستين تايلور): صديقة فيبي التي قدمتها إلى روس. كانت بوني في السابق صلعاء، وهو ما اعتقدته راشيل سبباً بألا يهتم بها روس ولهذا السبب وافقت عندما سألتها فيبي عن تقديمها إلى روس. إلا أن راشيل تفاجئ بأن بوني الآن ذات شعر منسدل وأن روس قد يرتبط بها وهو ما حدث بالفعل.
- مونا (بوني سومرفيل): التقاها روس خلال حفل زفاف تشاندلر ومونيكا. تنتهي العلاقة عندما تكتشف مونا أن راشيل تعيش في شقة روس وأنه لا يزال يحمل مشاعر تجاهها.
- كلوي (أنجيلا فيذرستون): لم تظهر كلوي سوى في حلقتين فقط من الموسم الثالث. وهي شابة قابلها روس سريعاً حدوث مشكلة أو انتهاء علاقته مع راشيل. وعندما تكتشف راشيل العلاقة بينهما تغضب بشدة إلا أن روس يدافع عن نفسه ويخبرها بأنه اعتقد أنهما كانا في "فترة انقطاع" وهي الجملة التي سيدوم تكرارها حتى نهاية المسلسل.
- جانيس ( ماجي ويلر) :صديقة تشاندلر السابقة. دخلت في علاقة قصيرة مع روس لكنها انتهت عندما أخبرته جانيس أنها لا تستطيع احتمال كثرة شكواه
- إليزابيث ستيفنز (ألكسندرا هولدن): طالبة جميلة تبلغ من العمر 20 عامًا كانت في الصف الذي درسه روس خلال سنته الأولى كأستاذ. وبالرغم من أنها اعترفت لروس بإعجابها بعد أن انتهى الصف الدراسي ولم يصبح أستاذها، إلا أن فارق العمر جعل الأمر يبدو محرجاً وغريباً، خاصة أمام والدها.
- إيميلي والتهام (هيلين باكسندل): شابة من إنجلترا وابنة أخت مدير راشيل في العمل الذي يطلب من راشيل أن ترافقها في جولتها السياحية في المدينة لكن راشيل لديها موعد بالفعل ويتطوع روس للقيام بهذا بدلاً منها إلا أنه يتقرب من إيميلي عندما يلتقيها ويدخلان بعد ذلك في علاقة.
- تشارلي ويلر (عايشة تايلر): عالمة حرفيات انضمت مؤخراً إلى القسم الذي يعمل فيه روس في الجامعة. تواعد جوي في البداية قبل أن تنفصل عنه وتنجذب نحو روس.
- شيريل (ريبيكا رومين): امرأة جذابة للغاية واعدها روس لفترة وجيزة. كان روس يرغب في استمرار علاقتهما إلا أنه لم يستطع تحمل شقتها المليئة بالقمامة وذات الرائحة الكريهة، والمفارقة أنها هي من أخبر روس أنها لا تستطيع تحمل "الرائحة الغريبة" لشقته.
- جيل جرين (ريس ويذرسبون): شقيقة راشيل الصغرى المدللة. بعد أن أرسلها والدها إلى راشيل لتتعلم من شقيقتها الكبرى الاعتماد على الذات، تواجه جيل بعض المشاكل وتصدم بشقيقتها مما يدفع جيل للارتباط بروس كي تغيظ شقيقتها.